# Sigma Clermont
Fundada em 2016, a Sigma Clermont é uma escola de engenharia, instituição de ensino superior público localizada na cidade do Aubière, França.
A escola foi criada pela fusão do Institut français de mécanique avancée (IFMA) e a École nationale supérieure de chimie de Clermont-Ferrand (ENSCCF).
SIGMA Clermont oferece duas licenciaturas em engenharia, reconhecidas pela comissão nacional de engenharia: engenheiro em química e engenheiro em mecânica avançada. Estas licenciaturas são equivalentes a um Master of Science.

## Famosos graduados
- Michel Lazdunski, um bioquímico francês